# Frecce Azzurre Palermo 1979-1980
La Frecce Azzurre Palermo 1979-1980 ha disputato il suo secondo campionato di Serie A ed è retrocessa in Serie A2.

## Verdetti stagionali
- Serie A: (28 partite)

stagione regolare: 8º su 8 squadre (2-12).
Poule Salvezza: 8º su 8 squadre (1-13).

## Roster
| Frecce Azzurre Palermo | Frecce Azzurre Palermo |
| Giocatori              | Staff tecnico          |
| ---------------------- | ---------------------- |

| N. | Naz.              | Ruolo | Nome                      | Anno | Alt. | Peso |  |
| -- | ----------------- | ----- | ------------------------- | ---- | ---- | ---- |  |
|    | Italia (bandiera) |       | Annamaria Bazan           |      |      |      |  |
|    | Italia (bandiera) |       | Carla Bono                |      |      |      |  |
|    | Italia (bandiera) |       | L. Bono                   |      |      |      |  |
|    | Italia (bandiera) |       | Crescimanno               |      |      |      |  |
|    | Italia (bandiera) |       | Lobaido                   |      |      |      |  |
|    | Italia (bandiera) |       | Maria Giovanna Mangiameli |      |      |      |  |
|    | Italia (bandiera) |       | Carmela Orlando           |      |      |      |  |
|    | Italia (bandiera) |       | Marzia Pesce              |      |      |      |  |
|    | Italia (bandiera) |       | Daniela Prestigiacomo     |      |      |      |  |
|    | Italia (bandiera) |       | Francesca Salvia          |      |      |      |  |
|    | Italia (bandiera) |       | Giovanna Salvia           |      |      |      |  |
|    | Italia (bandiera) |       | Mara Salvia               |      |      |      |  |
|    | Italia (bandiera) |       | Giuliana Sarà             |      |      |      |  |

| Allenatore                                                     |
| Piero Musumeci                                                 |
| Assistente/i                                                   |
| - Nessuno Legenda - (C) Capitano - (IN) Inattivo - Infortunato |

## Statistiche
| Nome                      | Gare | Punti |
| ------------------------- | ---- | ----- |
| Bazan Annamaria           | 27   | 184   |
| Bono Carla                | 3    | 0     |
| Bono L.                   | 23   | 150   |
| Crescimanno               | 8    | 0     |
| Lobaido                   | 11   | 0     |
| Mangiameli Maria Giovanna | 28   | 86    |
| Orlando Carmela           | 27   | 121   |
| Pesce Marzia              | 13   | 16    |
| Prestigiacomo Daniela     | 3    | 2     |
| Salvia Francesca          | 28   | 437   |
| Salvia Giovanna           | 13   | 1     |
| Salvia Mara               | 28   | 413   |
| Sarà Giuliana             | 26   | 246   |